# International Canoe Federation
Die International Canoe Federation (ICF) ist der Dachverband der nationalen Kanuverbände weltweit. Die ICF ist Mitglied im Internationalen Olympischen Komitee, der GAISF und der IWGA und vertritt dort die Belange des Kanusports.

## Geschichte
Am 19. Januar 1924 gründeten Kanuverbände aus Deutschland, Dänemark, Österreich und Schweden die Internationale Repräsentantenschaft Kanusport (IRK) mit Sitz in München und dem Deutschen Franz Reinicke als Präsident.
Im Sommer 1924 wurde Kanu als Demonstrationssportart bei den Olympischen Spielen von Paris vorgeführt (Offizieller Bericht IOC-Museum, mit Fotos). Die IRK wurde verantwortlich für die erste offizielle Austragung des Kanusports bei Olympischen Spielen 1936 in Berlin.
1946 wurde in Stockholm die International Canoe Federation (ICF) als Nachfolgeorganisation gegründet, die 1948 die Olympischen Spiele in London mitgestaltete. Zu jenem Zeitpunkt bestand der Deutsche Kanu-Verband, der 1934 im Zuge der Gleichschaltung in den Deutschen Reichsbund für Leibesübungen aufgegangen war, nicht. Erst 1952 wurde der 1949 wieder gegründete Deutsche Kanu-Verband (DKV) zusammen mit dem Deutschen Kanusport-Verband der DDR (DKSV) aufgenommen.

## Mitgliedsorganisationen
2018 verzeichnete die ICF 164 nationale Mitgliedsorganisationen. Die größte davon ist der DKV mit 121.000 Mitgliedern.

## Organisation
Alle zwei Jahre findet ein ICF-Kongress statt, bei dem Wahlen durchgeführt und wichtige Entscheidungen gefällt werden. Jeder nationale Verband hat dabei (unabhängig von der Größe) eine Stimme.
Der Sitz befindet sich seit 2006 im Maison du Sport International in Lausanne, 2024 beschloss der Verband eine Verlegung nach Budapest (unter Beibehaltung eines Büros in Lausanne); zudem gibt es ein Büro in Hangzhou, China.
Als Dachorganisation ist sie Veranstalter von Weltmeisterschaften in zehn Kanu-Disziplinen. Anders als ihre nationalen und kontinentalen Mitgliedsorganisationen kümmert sich die ICF nicht mehr um Kanuwandersport und den sonstigen nicht-wettkampforientierten Sport, seit das Touring Committee 2000 umgewandelt wurde zum „Sport for all Committee“, das sich weiter zum reinen Wettkampfkomittee Parakanu entwickelt hat. Dieses Touring Committee hatte z. B. die für Wildwasser Schwierigkeitsgradstabelle eingeführt und in den 1980er-Jahren die Internationale Sicherheitsseminare mitgestaltet. Diese haben z. B. die größeren Sitzluken der Kayaks – besonders die aus neuen Materialien wie Polyethylen – empfohlen, auch die Rettungsleine, und diverse Sicherheits-Rettungstechniken geübt und verbreitet.
Präsident der ICF ist seit dem 6. November 2021 der Deutsche Thomas Konietzko, Generalsekretär der Brite Richard Petitt.

## Disziplinen
In folgenden Kanu-Disziplinen richtet die ICF-Weltmeisterschaften aus:
- Kanurennsport
- Kanuslalom
- Wildwasserrennsport
- Kanupolo
- Kanusegeln
- Kanumarathon
- Drachenbootsport
- Kajak-Freestyle
- Stand-up-Paddling
- Paracanoe

Folgende Disziplinen werden außerdem offiziell von der ICF geführt:
- Ocean Racing (Surfski, Seekajak, Outrigger-Langstreckenrennen)
- Rafting
- Rettungssport
- Va'a

Im Programm der Olympischen Spiele ist die ICF verantwortlich für die Wettbewerbe im Kanurennsport und Kanuslalom, in den Paralympischen Spielen für das Paracanoe, im Programm der World Games für die Programmsportart Kanupolo sowie die Einladungssportart Drachenboot.

## Weltcup
Die ICF richtet in mehreren Disziplinen einen Weltcup im Kanusport aus.
- Kanurennsport-Weltcup (Canoe Sprint World Cup) mit vier jährlichen Austragungen. Das Finale sind die Weltmeisterschaften.
- Kanuslalom-Weltcup (Canoe Slalom World Cup)
- Kanuwildwasserrennsport-Weltcup (Wildwater Canoeing World Cup)
- Kanufreestyle-Weltcup (Canoe Freestyle World Cup)

## Präsidenten
| Nr. | Zeitraum  | Name                     | Land             |
| --- | --------- | ------------------------ | ---------------- |
| 1   | 1924–1925 | Franz Reinicke           | Deutsches Reich  |
| 2   | 1925–1928 | Paul Wulff               | Dänemark         |
| 3   | 1928–1932 | Franz Reinicke           | Deutsches Reich  |
| 4   | 1932–1945 | Max W. Eckert            | Deutsches Reich  |
| 5   | 1946–1950 | Jonas Asschier           | Schweden         |
| 6   | 1950–1954 | Harald Jespersen         | Dänemark         |
| 7   | 1954–1960 | Karel Popel              | Tschechoslowakei |
| 8   | 1960–1980 | Charles de Coquereaumont | Frankreich       |
| 9   | 1980–1998 | Sergio Orsi              | Italien          |
| 10  | 1998–2008 | Ulrich Feldhoff          | Deutschland      |
| 11  | 2008–2021 | José Perurena López      | Spanien          |
| 12  | seit 2021 | Thomas Konietzko         | Deutschland      |